# Wuppertaler Sport-Verein 1996-1997
Questa voce raccoglie le informazioni riguardanti il Wuppertaler Sport-Verein nelle competizioni ufficiali della stagione 1996-1997.

## Stagione
Nella stagione 1996-1997 il Wuppertal, allenato da Wolfgang Jerat, concluse il campionato di Regionalliga ovest-sudovest al 6º posto.

## Rosa
| N. |                                 | Ruolo | Calciatore         |
| -- | ------------------------------- | ----- | ------------------ |
|    | Germania (bandiera)             | P     | Jochen Gramse      |
|    | Germania (bandiera)             | P     | Harald Heinen      |
|    | Germania (bandiera)             | D     | Matthias Becker    |
|    | Macedonia del Nord (bandiera)   | D     | Elvis Hajradinović |
|    | Germania (bandiera)             | D     | Richard Mademann   |
|    | Germania (bandiera)             | D     | Ingo Menzel        |
|    | Germania (bandiera)             | D     | Rudi Müller        |
|    | RD del Congo (bandiera)         | D     | Mansoni N'Gombo    |
|    | Bosnia ed Erzegovina (bandiera) | D     | Edin Omanovic      |
|    | Germania (bandiera)             | D     | Daniel Palic       |
|    | Germania (bandiera)             | D     | Frank Wüster       |
|    | Germania (bandiera)             | C     | Günter Breitzke    |
|    | Germania (bandiera)             | C     | Christian Broos    |
|    | Germania (bandiera)             | C     | Knut Hartwig       |

| N. |                        | Ruolo | Calciatore      |
| -- | ---------------------- | ----- | --------------- |
|    | Germania (bandiera)    | C     | Markus Kaul     |
|    | Croazia (bandiera)     | C     | Damir Knezovic  |
|    | Romania (bandiera)     | C     | Aurel Panait    |
|    | Germania (bandiera)    | C     | Dirk Reichert   |
|    | Germania (bandiera)    | C     | Sven Steup      |
|    | Germania (bandiera)    | C     | Dirk Tönnies    |
|    | Germania (bandiera)    | C     | Sascha Walbröhl |
|    | Germania (bandiera)    | C     | Frank Zilles    |
|    | Stati Uniti (bandiera) | A     | Brent Goulet    |
|    | Germania (bandiera)    | A     | Gerrit Meinke   |
|    | Senegal (bandiera)     | A     | Babacar N'Diaye |
|    | Nigeria (bandiera)     | A     | Lucky Oswere    |
|    | Romania (bandiera)     | A     | Sorin Răducanu  |
|    | Germania (bandiera)    | A     | Daniel Simmes   |

## Organigramma societario
Area tecnica
- Allenatore: Wolfgang Jerat
- Allenatore in seconda:
- Preparatore dei portieri:
- Preparatori atletici:
- Analisi video:

## Calciomercato

### Sessione estiva
| Acquisti | Acquisti           | Acquisti             | Acquisti |
| R.       | Nome               | da                   | Modalità |
| -------- | ------------------ | -------------------- | -------- |
| A        | Brent Goulet       | RW Oberhausen        |          |
| D        | Elvis Hajradinović | Paderborn            |          |
| P        | Harald Heinen      | Seraing              |          |
| A        | Gerrit Meinke      | Verl                 |          |
| D        | Mansoni N'Gombo    | Seraing              |          |
| C        | Aurel Panait       | FCSB                 |          |
| A        | Daniel Simmes      | Alemannia Aquisgrana |          |

| Cessioni | Cessioni          | Cessioni      | Cessioni |
| R.       | Nome              | a             | Modalità |
| -------- | ----------------- | ------------- | -------- |
| A        | Achim Weber       | RW Oberhausen |          |
| D        | Sven Christians   | Babelsberg    |          |
| D        | Özcan Dagdas      | Erkenschwick  |          |
| A        | Michael Klauß     | Darmstadt     |          |
| A        | Paweł Krzeszowiak | GKS Tychy     |          |
| C        | Ben Manga         | Uerdingen 05  |          |
| C        | Thomas Pröpper    | RW Oberhausen |          |
| P        | Thomas Richter    | Lubecca       |          |
| A        | Ralf Sturm        | RW Oberhausen |          |

### Sessione invernale
| Acquisti | Acquisti        | Acquisti       | Acquisti |
| R.       | Nome            | da             | Modalità |
| -------- | --------------- | -------------- | -------- |
| A        | Babacar N'Diaye | Union Solingen |          |

| Cessioni | Cessioni | Cessioni | Cessioni |
| R.       | Nome     | a        | Modalità |
| -------- | -------- | -------- | -------- |

## Risultati

### Regionalliga ovest-sudovest

#### Girone di andata
| Arbitro: | Engler |

|            |           |                     |
| Ortlieb 8’ | Marcatori | 90’ (aut.) Böttcher |

| Arbitro: | Casper |

|                        |           |                       |
| Weber 43’ Walbröhl 47’ | Marcatori | 72’ (rig.), 78’ Papic |

| Arbitro: | Schneider |

|                        |           |  |
| Deffke 22’ Schmitz 73’ | Marcatori |  |

| Arbitro: | Berg |

|                |           |             |
| Goulet 9’, 67’ | Marcatori | 13’ Schnell |

| Bochum 25 agosto 1996, ore 15:00 CEST 5ª giornata | Wattenscheid 09 | 0 – 0 referto | Wuppertal | Lohrheidestadion (2 145 spett.)\| Arbitro: \| Aust \| |
| Arbitro:                                          | Aust            |               |           |                                                       |

| Arbitro: | Hecker |

|                                     |           |                              |
| Walbröhl 27’ Müller 41’ (rig.), 87’ | Marcatori | 16’ (rig.) Kämper 52’ Hubner |

| Arbitro: | Hermsdorf |

|  |           |              |
|  | Marcatori | 63’ Mademann |

| Arbitro: | Hülsenbeck |

|                        |           |  |
| Kaul 6’, 75’ Steup 85’ | Marcatori |  |

| Remscheid 22 settembre 1996, ore 15:00 CEST 9ª giornata | Remscheid | 0 – 0 referto | Wuppertal | Röntgen-Stadion (7 000 spett.)\| Arbitro: \| Gerber \| |
| Arbitro:                                                | Gerber    |               |           |                                                        |

| Arbitro: | Kinhöfer |

|            |           |                  |
| Simmes 20’ | Marcatori | 88’ (rig.) Bluhm |

| Arbitro: | Wack |

|                          |           |  |
| Antwerpen 34’ Gockel 67’ | Marcatori |  |

| Arbitro: | Wicht |

|                                |           |                                               |
| Meinke 62’ Warbende 78’ (aut.) | Marcatori | 35’ Warbende 37’, 84’ Zuraski 45’, 88’ Baziuk |

| Arbitro: | Schräer |

|                             |           |  |
| Bieber 44’ (rig.) Milde 61’ | Marcatori |  |

| Wuppertal 26 ottobre 1996, ore 15:00 CEST 14ª giornata | Wuppertal  | 0 – 0 referto | Hauenstein | Stadion am Zoo (750 spett.)\| Arbitro: \| Kestermann \| |
| Arbitro:                                               | Kestermann |               |            |                                                         |

| Arbitro: | Fandel |

|              |           |                            |
| Eichmann 85’ | Marcatori | 19’, 61’ Goulet 90’ Meinke |

| Arbitro: | Krug |

|             |           |             |
| Hartwig 86’ | Marcatori | 27’ Adriano |

| Arbitro: | Hecker |

|          |           |                         |
| Paul 80’ | Marcatori | 39’ Mademann 60’ Simmes |

#### Girone di ritorno
| Wuppertal 14 dicembre 1996, ore 14:30 CET 18ª giornata | Wuppertal | 0 – 0 referto | Eintracht Treviri | Stadion am Zoo (2 200 spett.)\| Arbitro: \| Scheppe \| |
| Arbitro:                                               | Scheppe   |               |                   |                                                        |

| Geilenkirchen-Teveren 21 dicembre 1996, ore 14:30 CET 19ª giornata | Germania Teveren | 0 – 0 referto | Wuppertal | Heidestadion (1 300 spett.)\| Arbitro: \| Werthmann \| |
| Arbitro:                                                           | Werthmann        |               |           |                                                        |

| Arbitro: | Haupt |

|                               |           |                       |
| Müller 20’ (rig.), 90’ (rig.) | Marcatori | 40’ Karp 87’ Ekmeščić |

| Arbitro: | Steinborn |

|  |           |            |
|  | Marcatori | 75’ Müller |

| Arbitro: | Schütz |

|            |           |              |
| Müller 64’ | Marcatori | 12’ Kempkens |

| Arbitro: | Gerber |

|                 |           |  |
| Strate 35’, 59’ | Marcatori |  |

| Arbitro: | Werthmann |

|                                  |           |  |
| Goulet 8’ N'Diaye 79’ Panait 83’ | Marcatori |  |

| Arbitro: | Zumkier |

|                  |           |                       |
| Gries 89’ (rig.) | Marcatori | 39’ Meinke 62’ Goulet |

| Arbitro: | Thiemer |

|                                      |           |             |
| Goulet 4’, 85’ Müller 7’ N'Diaye 37’ | Marcatori | 61’ Küsters |

| Arbitro: | Kortholt |

|            |           |  |
| Lochen 68’ | Marcatori |  |

| Arbitro: | Webers |

|                       |           |                           |
| Müller 40’ Goulet 69’ | Marcatori | 89’ (rig.) Serr 90’ Geise |

| Arbitro: | Hecker |

|          |           |  |
| Walz 47’ | Marcatori |  |

| Arbitro: | Buchkremer |

|                            |           |                |
| Steup 26’, 60’ N'Diaye 89’ | Marcatori | 32’, 90’ Weber |

| Arbitro: | Schneider |

|                               |           |                                  |
| Lässig 36’ (rig.), 68’ (rig.) | Marcatori | 12’, 59’, 64’ Goulet 70’ N'Diaye |

| Arbitro: | Kuhl |

|                             |           |           |
| N'Diaye 33’, 49’ Goulet 88’ | Marcatori | 55’ Walle |

| Arbitro: | Zumkier |

|                       |           |  |
| Musa 65’ Corvalan 81’ | Marcatori |  |

| Arbitro: | Werthmann |

|  |           |             |
|  | Marcatori | 83’ Heinzen |

## Statistiche

### Statistiche di squadra
| Competizione | Punti | In casa | In casa | In casa | In casa | In casa | In casa | In trasferta | In trasferta | In trasferta | In trasferta | In trasferta | In trasferta | Totale | Totale | Totale | Totale | Totale | Totale | DR |
| Competizione | Punti | G       | V       | N       | P       | Gf      | Gs      | G            | V            | N            | P            | Gf           | Gs           | G      | V      | N      | P      | Gf     | Gs     | DR |
| ------------ | ----- | ------- | ------- | ------- | ------- | ------- | ------- | ------------ | ------------ | ------------ | ------------ | ------------ | ------------ | ------ | ------ | ------ | ------ | ------ | ------ | -- |
| Regionalliga | 51    | 17      | 7       | 8       | 2       | 32      | 22      | 17           | 6            | 4            | 7            | 14           | 18           | 34     | 13     | 12     | 9      | 46     | 40     | +6 |
| Totale       | 51    | 17      | 7       | 8       | 2       | 32      | 22      | 17           | 6            | 4            | 7            | 14           | 18           | 34     | 13     | 12     | 9      | 46     | 40     | +6 |

### Andamento in campionato
| Giornata  | 1 | 2 | 3  | 4  | 5  | 6  | 7 | 8 | 9 | 10 | 11 | 12 | 13 | 14 | 15 | 16 | 17 | 18 | 19 | 20 | 21 | 22 | 23 | 24 | 25 | 26 | 27 | 28 | 29 | 30 | 31 | 32 | 33 | 34 |
| --------- | - | - | -- | -- | -- | -- | - | - | - | -- | -- | -- | -- | -- | -- | -- | -- | -- | -- | -- | -- | -- | -- | -- | -- | -- | -- | -- | -- | -- | -- | -- | -- | -- |
| Luogo     | T | C | T  | C  | T  | C  | T | C | T | C  | T  | C  | T  | C  | T  | C  | T  | C  | T  | C  | T  | C  | T  | C  | T  | C  | T  | C  | T  | C  | T  | C  | T  | C  |
| Risultato | N | N | P  | V  | N  | V  | V | V | N | N  | P  | P  | P  | N  | V  | N  | V  | N  | N  | N  | V  | N  | P  | V  | V  | V  | P  | N  | P  | V  | V  | V  | P  | P  |
| Posizione | 6 | 6 | 14 | 11 | 11 | 10 | 5 | 2 | 4 | 4  | 8  | 10 | 10 | 10 | 8  | 7  | 7  | 8  | 8  | 9  | 8  | 8  | 10 | 8  | 8  | 8  | 8  | 7  | 8  | 7  | 7  | 6  | 6  | 6  |

Legenda:

Luogo: C = Casa; T = Trasferta. Risultato: V = Vittoria; N = Pareggio; P = Sconfitta.

### Statistiche dei giocatori
| M. Becker       | 21 | 0  | 2 | 0 |
| G. Breitzke     | 11 | 0  | 2 | 0 |
| C. Broos        | 28 | 0  | 0 | 0 |
| S. Dacic        | 1  | 0  | 0 | 0 |
| B. Goulet       | 30 | 13 | 1 | 0 |
| J. Gramse       | 5  | 0  | 0 | 0 |
| E. Hajradinović | 10 | 0  | 3 | 0 |
| K. Hartwig      | 33 | 1  | 3 | 0 |
| H. Heinen       | 30 | 0  | 3 | 1 |
| M. Kaul         | 16 | 2  | 1 | 0 |
| D. Knezovic     | 5  | 0  | 0 | 0 |
| R. Mademann     | 29 | 2  | 2 | 1 |
| G. Meinke       | 22 | 3  | 1 | 0 |
| I. Menzel       | 28 | 0  | 8 | 0 |
| R. Müller       | 26 | 8  | 3 | 0 |
| B. N'Diaye      | 14 | 6  | 1 | 0 |
| M. N'Gombo      | 27 | 0  | 1 | 0 |
| E. Omanovic     | 0  | 0  | 0 | 0 |
| L. Oswere       | 2  | 0  | 0 | 0 |
| D. Palic        | 12 | 0  | 0 | 0 |
| A. Panait       | 13 | 1  | 0 | 0 |
| D. Reichert     | 5  | 0  | 0 | 0 |
| S. Răducanu     | 1  | 0  | 0 | 0 |
| D. Simmes       | 16 | 2  | 0 | 0 |
| S. Steup        | 30 | 3  | 1 | 0 |
| D. Tönnies      | 0  | 0  | 0 | 0 |
| S. Walbröhl     | 23 | 2  | 0 | 0 |
| A. Weber        | 4  | 1  | 0 | 0 |
| F. Wüster       | 15 | 0  | 0 | 0 |
| F. Zilles       | 13 | 0  | 0 | 0 |